# Chevrolet Volt
Pour les articles homonymes, voir Volt (homonymie).
La Chevrolet Volt est une voiture électrique à extension d'autonomie (ou véhicule hybride rechargeable) 5-portes, à traction avant du constructeur automobile américain Chevrolet. Elle est commercialisée aux États-Unis à partir de décembre 2010,,, puis en Australie sous le nom de Holden Volt à partir de 2012. En Europe, la Chevrolet Volt prend le nom d'Opel Ampera pour une commercialisation fin 2011.

## Première génération (2011-2015)

### Présentation
Selon ce qu'avait laissé supposer General Motors avant la sortie de la voiture, sa caractéristique principale devait résider dans le fait que le moteur électrique assure seul la traction du véhicule, le moteur thermique ne faisant qu'entraîner un générateur qui recharge la batterie si nécessaire. Le moteur thermique ne démarre automatiquement que lorsqu'il ne reste que 30 % de charge dans la batterie. L'autonomie en mode électrique pur est d'environ 60 à 80 km.

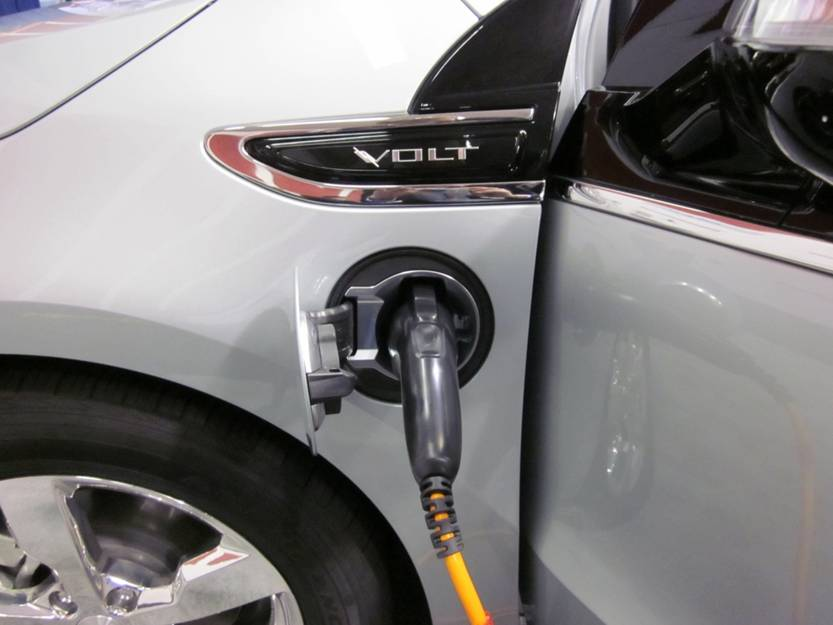
Une Volt de première génération en charge.

La batterie est chargée, selon les cas, sur secteur par la prise électrique disponible dans le véhicule, ou en roulant dans les phases de récupération d'énergie : en descente, lors de ralentissement en levant le pied de l’accélérateur ou au freinage. Le véhicule dispose de quatre modes de fonctionnement :
- Normal : fait fonctionner le véhicule en mode électrique jusqu'à l'épuisement des batteries ;
- Sport : agit sur la pédale d'accélérateur en la rendant plus sensible ;
- Montagne : permet de conserver une « réserve » d'électricité pour 25 km dans des cols ;
- Maintenir : fait uniquement fonctionner le moteur thermique afin de préserver la charge de batterie, laquelle reste alors à disposition pour traverser une ville.

Lorsque la batterie atteint son plus bas niveau de charge après plus ou moins 60 à 80 km parcourus uniquement à l'électricité, le moteur essence se met en marche pour produire de l'électricité et faire fonctionner le véhicule électrique. Le moteur à essence est alors couplé électriquement par les deux moteurs-générateurs et dans certaines conditions simultanément mécaniquement via un train épicycloïdal. Cette dernière transmission de puissance par la voie mécanique permet un gain d'efficacité énergétique de l'ordre de 10 à 15 %.
Sa batterie fait appel à 288 cellules lithium-ion, avec refroidissement liquide. La Volt est rechargeable directement sur secteur, via une prise domestique standard. La recharge est alors effectuée en environ dix heures sous 110 V et environ quatre heures avec une tension secteur de 230 V.
Le patron de General Motors, Fritz Henderson, avait indiqué lors d'une conférence de presse retransmise sur Internet en août 2009 que la Volt consommerait en ville 1,02 litre aux 100 km. Des valeurs qui en auraient fait la voiture à motorisation hybride la plus sobre du monde.
En fait, les valeurs publiées fin 2010 pour le marché américain par l'Environmental Protection Agency (EPA) américaine selon son nouveau cycle de mesures adapté à ce type de véhicule (PHEV) sont moins favorables :
- en mode purement électrique : 2,5 litres aux 100 km.
- en mode mixte (électrique puis prolongation en mode thermique) : 3,9 litres aux 100 km.

Avec cette nouvelle méthode de mesure qui a pour but de permettre la comparaison des véhicules à moteurs thermiques, hybrides et électriques, l'EPA a établi une règle d’équivalence : un gallon d'essence (3,785 litres) est équivalent à 33,7 kWh d'énergie électrique.
La consommation officielle pour l'Europe est selon les normes ECE R101/NEDC de 1,2 litre aux 100 km, pour des rejets de seulement 27 g de CO2 par kilomètre.
En Europe continentale, une variante partageant la même mécanique est commercialisée depuis fin 2011 sous le nom d'Opel Ampera. En France, la commercialisation de la Volt, initialement prévue pour décembre 2011, démarre en 2012.
La Volt fut nommée « automobile de l'année 2011 » par le magazine américain Motor Trend et l'Opel Ampera a obtenu en France le « Trophée de l’innovation » de L'Automobile Magazine en 2009.
Comme les ventes sont en dessous des niveaux espérés, la production sera suspendue plusieurs fois.

## Seconde génération (2016-2019)
La Chevrolet Volt de deuxième génération a fait ses débuts au Salon international de l'automobile d'Amérique du Nord 2015 pour remplacer la Volt d'origine, en vente depuis 2010. Les livraisons au détail en tant qu'année modèle 2016 ont commencé en octobre 2015 aux États-Unis et au Canada, et ont été livrées au Mexique en décembre 2015. La disponibilité du modèle de 2016 était limitée à la Californie et aux 10 autres États qui suivent la réglementation californienne sur les véhicules zéro émission. Elle a été mise en vente en tant qu'année modèle 2017 dans le reste des États-Unis en février 2016. La production de la Volt s'est terminée le 15 février 2019.
Doté d'un extérieur et d'un intérieur redessinés, le système de batterie et la transmission révisés de la Volt permettent, sous le cycle de l'Environmental Protection Agency (EPA) des États-Unis, une autonomie entièrement électrique de 85 km, contre 61 km pour la première génération. L'économie de carburant combinée de l'EPA, en mode essence uniquement, était évaluée à 5,6 litres aux 100 km, contre 6,4 litres aux 100 km pour la génération précédente. La cote officielle d'économie de carburant combinée en ville et sur autoroute en mode tout électrique est en équivalent essence de 2,2 L/100 km, contre 2,4 L/100 km pour le modèle de première génération de 2015.

### Caractéristiques
Les batteries et le groupe motopropulseur Voltec révisés sont dotés d'un moteur d'1,5 litre à l'essence ordinaire au lieu du premium requis pour la première génération,. Le nouveau moteur est évalué à 102 ch (75 kW), ce qui représente environ 20 % de puissance en plus que dans le moteur utilisé dans la génération précédente.
En tant que première itération Voltec, la batterie de deuxième génération utilise des cellules de batterie de LG Chem. Leur nouvelle chimie stockerait 20 % d'énergie électrique en plus. La batterie de deuxième génération utilise moins de cellules (192 contre 288), pèse 13 kg de moins et présente une capacité augmentée à 18,4 kWh. La batterie devrait utiliser un contrôleur de puissance intégré au boîtier du moteur avec des moteurs électriques pesant 45 kg de moins tout en utilisant moins de métaux en provenance de terre rare,,.
Selon le cycle de l'Environmental Protection Agency (EPA) des États-Unis, l'automie de la Volt entièrement électrique de l'année-modèle 2016 est de 85 km, en hausse de 61 km par rapport à la première génération. L'autonomie totale est de 680 km. La consommation de carburant combinée de l'EPA, en mode essence uniquement, était évaluée à 5,6 litres aux 100 km, contre 6,4 litres aux 100 km pour la génération précédente. La consommations officielle de carburant combinée en ville et sur autoroute en mode tout électrique est en équivalent essence de 2,2 L/100 km, contre 2,4 L/100 km pour le modèle de première génération de 2015,. La cote de consommation de carburant essence-électricité combinée pour la Volt de l'année-modèle 2016 est de 3,1 litres aux 100 km, 2,9 L/100 km en conduite urbaine et 3,3 L/100 km sur autoroute. L'autonomie tout électrique et les consommations de carburant sont les mêmes pour la Volt de l'année modèle 2017. En mars 2016, et à l'exclusion des voitures tout électriques, seule la BMW i3 REx a une meilleure consommation d'essence-électricité combinée 2,7 L/100 km que la Volt.
De même, juste derrière la BMW i3 REx, la gamme tout électrique de 85 km est la deuxième plus longue autonomie atteinte par une voiture tout hybride rechargeable disponible à la vente. Chevrolet prévoit que de nombreux propriétaires de Volt de 2016 rouleront sur batterie uniquement pour 90 % de leurs trajets quotidiens, contre 80 % pour les propriétaires de la première génération, sur la base des données OnStar et d'autres études. Pour augmenter les kilomètres parcourus électriquement, la Volt aurait besoin de meilleures capacités de charge[réf. nécessaire]. Le chargeur embarqué de la Volt ne peut cependant gérer que 3,6 kW, ce qui est suffisant pour une charge de nuit au domicile du propriétaire, mais ne répond pas aux capacités des chargeurs publics. Le système de charge de 7,2 kW est de série sur la Volt Premier de 2019. La mise à niveau vers le système de charge de 7,2 kW est une option d'usine sur la Volt LT de 2019. La Volt manque également d'un connecteur de charge rapide sur courant continu.
Des rapports de certains propriétaires de Volt montrent qu'en conduite réels ils ont été en mesure d'atteindre une autonomie tout électrique maximale d'environ 110 km, selon le style de conduite et les conditions, bien au-delà de l'estimation de l'EPA,,. Cependant, de nombreux véhicules à essence, y compris ceux axés sur les performances, montrent des augmentations similaires par rapport à l'estimation de l'EPA lorsqu'ils sont conduits de manière efficace[réf. nécessaire].

#### Performance
- Vitesse maximale: 163 km/h (selon les tests)[33]
- Accélération:
  - 0 à 97 km/h : 7,1 s[34] - 7,8 s
  - 1/4 mile (402 m) départ arrêté: 15,6 s à 137,9 km/h[34] - 16,1 s à 138,4 km/h

### Production et vente
La deuxième génération de Volt a fait ses débuts au Salon international de l'auto de l'Amérique du Nord 2015. Lors des débuts de la Volt, les ingénieurs de GM ont déclaré que la deuxième génération de Volt avait été développée en utilisant les nombreuses contributions des propriétaires de première génération,.
La production de la Volt de l'année modèle 2015 s'est terminée à la mi-mai 2015, tandis que la fabrication des unités de pré-production de la deuxième génération a commencé en mars 2015. La Volt de 2016 commence à 33 170 $ US avant toute incitation gouvernementale disponible, plus 825 $ US pour la destination; ce prix est inférieur de 1 175 $ US à celui de la Volt de l'année modèle 2015. Le carnet de commandes de la Volt de deuxième génération a ouvert ses portes en Californie le 28 mai 2015. La production en série a commencé en août 2015. Après la Californie, les livraisons initiales de la Volt de 2016 comprenaient le Connecticut, le Massachusetts, le Maryland, le Maine, le New Hampshire, le New Jersey, l'État de New York, l'Oregon, le Rhode Island et le Vermont; ce sont les autres états qui suivent la réglementation californienne sur les véhicules zéro émission,.
Les livraisons aux clients au détail ont commencé aux États-Unis et au Canada en octobre 2015 en tant qu'année modèle 2016,. La disponibilité sur le marché américain était limitée à la Californie et aux 10 autres États qui respectent les règles californiennes relatives aux véhicules zéro émission. GM a prévu que la deuxième génération de Volt sera mise en vente en tant qu'année modèle 2017 dans les 39 États restants d'ici début 2016. Au total, 1 324 unités de Volt de deuxième génération ont été livrées aux États-Unis en octobre 2015, sur 2 035 unités vendues ce mois-ci. La Volt de deuxième génération a été lancée pour les clients au détail au Mexique en décembre 2015. Le prix commence à 638 000 pesos (~ 36 880 $ US).
La fabrication de la Volt de l'année modèle 2017 a commencé en février 2016 et les premières unités sont arrivées chez les concessionnaires fin février 2016. Le modèle de 2017 est conforme aux exigences d'émissions Tier 3 plus strictes et est disponible dans tout le pays. Le prix de la Volt de 2017 commence à 34 095 $ US, 100 $ US de plus que le modèle de 2016, tandis que la finition Premier commence à 38 445 $ US. Ces prix n'incluent pas les taxes ni aucune incitation gouvernementale applicable. Le modèle Premier propose deux finitions optionnelles confiance du conducteur avec avertisseur d'angle mort, alerte de circulation transversale arrière, systèmes anticollision, assistance au maintien de la trajectoire et feux de route intelligents.  
En juillet 2014, Opel a annoncé qu'en raison du ralentissement des ventes, l'Ampera serait interrompu après le lancement de la deuxième génération de Volt et qu'Opel prévoyait d'introduire en Europe une successeure dans le segment des véhicules électriques. En avril 2015, General Motors a confirmé qu'elle ne construirait pas la Volt de deuxième génération en configuration conduite à droite. Comme seulement 246 unités avaient été vendues en Australie à la mi-avril 2015, l'Holden Volt sera interrompu une fois que le stock restant sera épuisé.
La Buick Velite 5 a été présentée au Salon de l'auto de Shanghai 2017, une Chevrolet Volt de deuxième génération rebadgée et adaptée au marché chinois. La Velite 5 sera fabriquée en Chine. La Velite 5 sera vendue exclusivement en Chine avec le même groupe motopropulseur.
En novembre 2018, GM a annoncé qu'elle cesserait la production de Volt le 1er mars 2019, alors que l'usine d'assemblage Detroit / Hamtramck allait fermer. L'usine de Detroit-Hamtramck construit également les Chevrolet Impala, Buick LaCrosse et Cadillac CT6,. La production de la Volt s'est terminée le 15 février 2019.
Selon le guide de commande des États-Unis pour l'année modèle 2018, nouveauté pour l'année modèle 2018 (année civile 2017):
| Suppressions              | |
|                           | (G1E) couleur extérieure Siren Red Tintcoat |
|                           | (GA1) couleur extérieure Citron Green Metallic |
|                           | (GA6) couleur extérieure Heather Gray Metallic |
|                           | (GMU) couleur extérieure Pepperdust Metallic |
|                           | (NUF) Émissions californienne ULEV125 |
| Nouvelles fonctionnalités | |
|                           | (G9A) couleur extérieure Green Mist Metallic |
|                           | (G9K) couleur extérieure Satin Steel Metallic |
|                           | (GPJ) couleur extérieure Cajun Red Tintcoat |
|                           | (UD7) Aide au stationnement arrière; disponible sur LT grâce à la finition Driver Confidence (V7Z) disponible sur la LT                                                                     |
|                           | Finition Driver Confidence (V7Z) disponible sur la LT, comprend (UD7) aide au stationnement arrière, (UFG) alerte de circulation transversale arrière et (UKC) Alerte d'angle mort latérale |
| Changements               | |
|                           | Le volant et le pommeau de levier de vitesses sont désormais en vinyle sur le modèle LT (NK5/KI2); versions gainées de cuir disponibles dans la finition Comfort (PDB)                      |
|                           | Le code RPO du volant chauffant est passé de UVD à KI3; s'allume automatiquement lorsque les sièges chauffants sont activés                                                                 |

Pour la dernière année modèle aux États-Unis (année civile 2018-2019), Chevrolet a ajouté les nouvelles fonctionnalités suivantes:
- Système de charge de 7,2 kW de série sur la Volt Premier de 2019. La mise à niveau vers le système de charge de 7,2 kW est une option d'usine sur la Volt LT de 2019.
- Possibilité de différer le système de chauffage automatique assisté par moteur pour un plus long fonctionnement en tout électrique. Le nouveau seuil est de -25 °C.
- Possibilité de configurer les profils Low et Regen à la demande qui permettent d'augmenter les capacités de freinage régénératif. Cela améliore l'autonomie des véhicules électriques et réduit l'usure des freins à friction.
- Nouveau système Infotainment 3 de Chevrolet avec écran couleur tactile de 20 cm de diagonale. Le système Infotainment 3 fournit une nouvelle application énergétique ainsi que des capacités pour des mises à jour en direct.
- Nouvelle caméra de recul numérique remplaçant l'ancien système analogique.
- Nouvelle option régulateur de vitesse adaptatif et commutable par le conducteur.
- Siège conducteur à commande électrique de série sur la Volt Premier de 2019 et en option sur la Volt LT de 2019.

## Hot Wheels
La Volt a une version miniature Hot Wheels spéciale nommée « Super Volt » depuis 2015. Son moteur électrique dépasse du capot avant et elle a un parachute à l'arrière pour assister au freinage, comme un dragster.

## Prix et reconnaissances
- Les dix meilleures voitures de 2011 selon Car and Driver. Pour la première fois, le magazine Car and Driver a inclus une voiture électrique parmi ses 10 meilleures[50].

- Voiture de l'année 2011 selon Motor Trend. Le magazine a commenté : «Dans les 61 ans d'histoire du prix de la voiture de l'année, il y a eu peu de prétendants aussi médiatisés – ou aussi controversés – que la Chevrolet Volt.»[51]
- Prix Drive's Green Innovation Awards 2012 décerné à la Holden Volt, dans le cadre des Drive Car of the Year Awards d'Australie[52].
- Green Mobility Trophy 2013. Les lecteurs d' Auto Zeitung en Allemagne ont décerné le trophée à l'Opel Ampera et ont nommé la berline de taille moyenne meilleur véhicule électrique[53].